# Kirby Grant
Kirby Grant, nato Kirby Grant Hoon Jr. (Butte, 24 novembre 1911 – Contea di Brevard, 30 ottobre 1985), è stato un attore statunitense.

## Filmografia parziale

### Cinema
- Caccia al fantasma (Ghost Catchers), regia di Edward F. Cline (1944)
- Gunman's Code, regia di Wallace Fox (1946)
- The Wolf Hunters, regia di Budd Boetticher (1949)
- Trail of the Yukon, regia di William Beaudine (1949)
- Yukon Manhunt, regia di Frank McDonald (1951)
- Yukon Gold, regia di Frank McDonald (1952)

### Televisione
- Sky King - serie TV, 72 episodi (1952-1959)